# Nowa Reggae

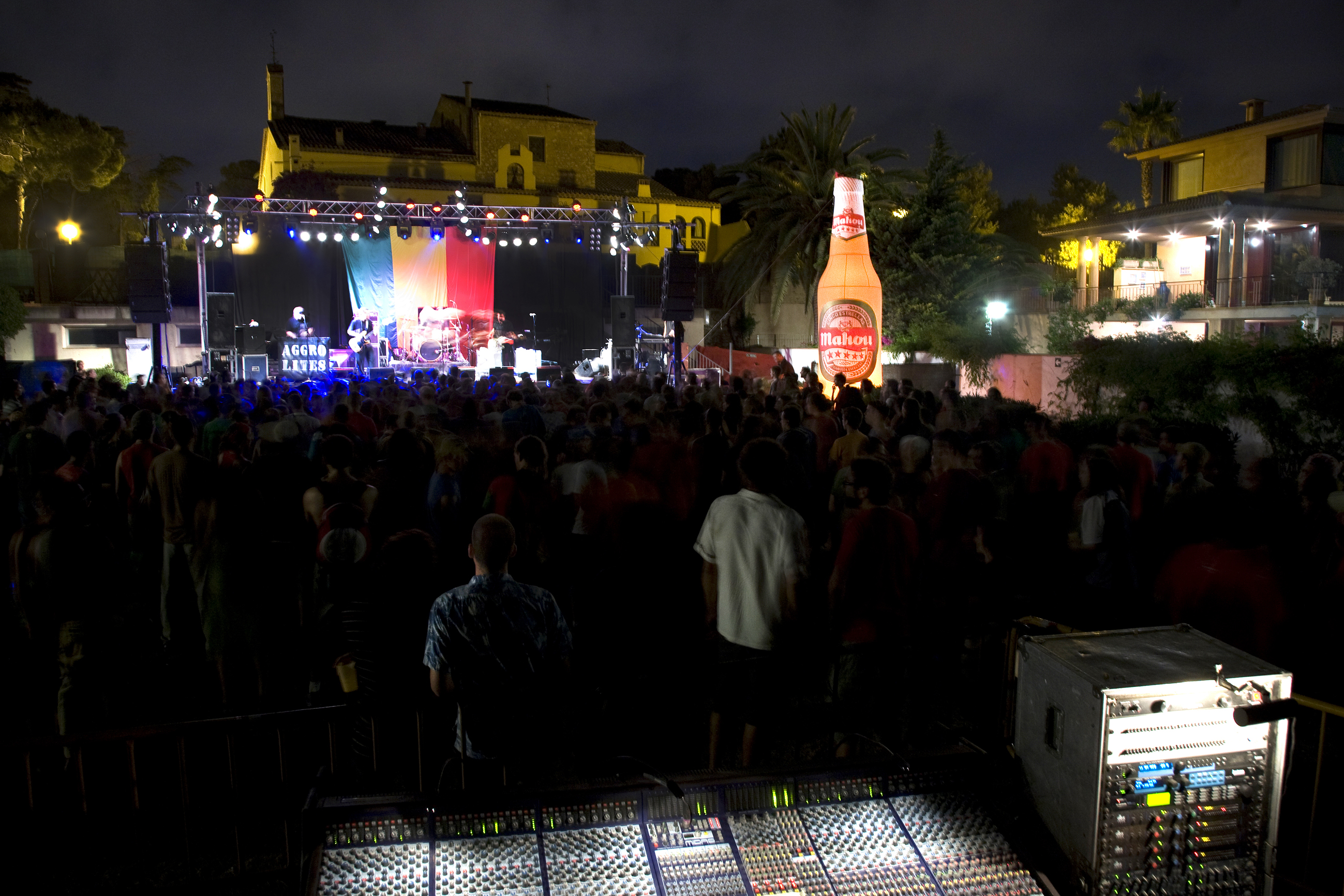
Concert del Nowa Reggae al Molí de Mar-2009

El Nowa Reggae és un festival de música jamaicana que té lloc cada any a la localitat de Vilanova i la Geltrú, Catalunya. El festival, fruit de l'esforç del col·lectiu de voluntaris, tradicionalment se celebra a principi de juliol durant aquest un cap de setmana.A més Nowa Reggae també és el nom del col·lectiu i que treballa mitjançant el voluntariat, traient any rere any un festival únic sense ànim de lucre on l'únic objectiu és apropar la cultura jamaicana i el reggae a la localitat costanera del Garraf.
Fent la primera edició l'any 2005, han portat grans artistes del reggae com Lee "Scratch" Perry, Derrick Morgan, Alborosie o Earl Sixteen. D'aquesta manera, sent una cita imprescindible pels amants de la cultura jamaicana i el Reggae en el nostre territori.
Des d'un inici el Nowa Reggae se celebrava al Molí de Mar, fent d'aquest un lloc emblemàtic pel festival. Arran d'una sentència de l'any 2016 dictada pel Tribunal Superior de Justícia de Catalunya, es va obligar a marxar del recinte al festival a causa de les queixes d'un veí el qual al·legava que no podia dormir per culpa del soroll del festival. Aquesta sentència també va afectar la resta de festivals de la ciutat i a tots els actes culturals per culpa de reglaments molt més estrictes respecte al soroll i el descans de les veïnes per part de l'Ajuntament de Vilanova i la Geltrú. A partir d'aquest moment el teixit associatiu de la ciutat es va organitzar i sota el paraigua de la Coordinadora d'Entitats Juvenils i Culturals es va iniciar una campanya anomenada 'No Fem Soroll, Fem Cultura' aplegant més de 1.500 persones per denunciar la sentència del Tribunal Superior de Justícia de Catalunya.